# Dominique Heintz
Dominique Heintz (Neustadt an der Weinstraße, Renania-Palatinado, 15 de agosto de 1993) es un futbolista alemán. Juega de defensa y su equipo es el F. C. Colonia de la 1. Bundesliga alemana.

## Selección nacional
Heintz fue internacional en categorías inferiores con la selección de Alemania entre 2010 y 2014.

## Estadísticas
Actualizado al último partido disputado el 18 de mayo de 2025 (no incluye encuentros en equipos de reservas).
| 1. F. C. Kaiserslautern · Alemania                                                        | 1.ª           | 2011-12       | 1   | 0 | 0  | 0 | — | — | 1   | 0 |
| 1. F. C. Kaiserslautern · Alemania                                                        | 2.ª           | 2012-13       | 29  | 0 | 1  | 0 | — | — | 30  | 0 |
| 1. F. C. Kaiserslautern · Alemania                                                        | 2.ª           | 2013-14       | 10  | 0 | 4  | 0 | — | — | 14  | 0 |
| 1. F. C. Kaiserslautern · Alemania                                                        | 2.ª           | 2014-15       | 25  | 0 | 1  | 0 | — | — | 26  | 0 |
| 1. F. C. Kaiserslautern · Alemania                                                        | Total club    | Total club    | 65  | 0 | 6  | 0 | 0 | 0 | 71  | 0 |
| F. C. Colonia · Alemania                                                                  | 1.ª           | 2015-16       | 33  | 2 | 2  | 0 | — | — | 35  | 2 |
| F. C. Colonia · Alemania                                                                  | 1.ª           | 2016-17       | 32  | 0 | 3  | 0 | — | — | 35  | 0 |
| F. C. Colonia · Alemania                                                                  | 1.ª           | 2017-18       | 31  | 1 | 3  | 0 | 4 | 0 | 38  | 1 |
| S. C. Friburgo · Alemania                                                                 | 1.ª           | 2018-19       | 34  | 1 | 2  | 0 | — | — | 36  | 1 |
| S. C. Friburgo · Alemania                                                                 | 1.ª           | 2019-20       | 28  | 0 | 2  | 0 | — | — | 30  | 0 |
| S. C. Friburgo · Alemania                                                                 | 1.ª           | 2020-21       | 21  | 0 | 2  | 0 | — | — | 23  | 0 |
| S. C. Friburgo · Alemania                                                                 | 1.ª           | 2021-22       | 1   | 0 | 0  | 0 | — | — | 1   | 0 |
| S. C. Friburgo · Alemania                                                                 | Total club    | Total club    | 84  | 1 | 6  | 0 | 0 | 0 | 90  | 1 |
| F. C. Union Berlin · Alemania                                                             | 1.ª           | 2021-22       | 7   | 0 | 1  | 0 | ― | ― | 8   | 0 |
| F. C. Union Berlin · Alemania                                                             | 1.ª           | 2022-23       | 0   | 0 | 1  | 0 | ― | ― | 1   | 0 |
| F. C. Union Berlin · Alemania                                                             | Total club    | Total club    | 7   | 0 | 2  | 0 | 0 | 0 | 9   | 0 |
| VfL Bochum · Alemania                                                                     | 1.ª           | 2022-23       | 11  | 0 | 1  | 0 | ― | ― | 12  | 0 |
| VfL Bochum · Alemania                                                                     | Total club    | Total club    | 11  | 0 | 1  | 0 | 0 | 0 | 12  | 0 |
| F. C. Colonia · Alemania                                                                  | 1.ª           | 2023-24       | 12  | 0 | 0  | 0 | ― | ― | 12  | 0 |
| F. C. Colonia · Alemania                                                                  | 2.ª           | 2024-25       | 28  | 0 | 4  | 0 | ― | ― | 32  | 0 |
| F. C. Colonia · Alemania                                                                  | Total club    | Total club    | 136 | 3 | 12 | 0 | 4 | 0 | 152 | 3 |
| Total carrera                                                                             | Total carrera | Total carrera | 303 | 4 | 27 | 0 | 4 | 0 | 334 | 4 |
| (1) Incluye datos de la Copa de Alemania. (2) Incluye datos de la Liga Europa de la UEFA. |               |               |     |   |    |   |   |   |     |   |